# Спољна магистрална тангента
Спољна магистрална тангента (СМТ) је приградска магистрална саобраћајница у Београду у изградњи. Саобраћајница ће повезивати улицу Др Ивана Рибара на Новом Београду, Земун, Борчу, Зрењанински пут, Панчевачки пут, Звездару, источни и јужни део Београда, измештајући транзитни саобраћај из центра. Саставни део СМТ је Пупинов мост.